# 시모네타 스테파넬리
시모네타 스테파넬리(Simonetta Stefanelli, 1954년 11월 30일 ~ )는 이탈리아의 배우, 패션 디자이너이다.